# Zombie Tycoon
Zombie Tycoon es un videojuego de estrategia en tiempo real para la PlayStation Portable desarrollado por Frima Studio y distribuido por Sony Computer Entertainment, con la participación de Telefilm Canada Fue lanzado el 29 de octubre de 2009.
Zombie Tycoon se diferencia de la mayoría de los juegos de zombis en el hecho de que el jugador es capaz de controlar y personalizar tres escuadrones de zombis en lugar de luchar contra ellos. El juego no es un juego tycoon como el título lo sugiere, con una jugabilidad más parecida a la de un juego de estrategia en tiempo real. Al igual que Dead Head Fred, Zombie Tycoon usa el motor Vicious.
Una secuela, Zombie Tycoon 2: Brainhov's Revenge, fue lanzada en 2013 para la PlayStation Vita, PlayStation 3 y Microsoft Windows.

## Trama
La trama de Zombie Tycoon es contada por medio de cinemáticas animadas con actuación de voz, al igual que con texto y diálogos dentro del juego. Un científico loco llamado Brainhov y sus dos subordinados han terminado de perfeccionar la «fórmula Z», una fórmula que devuelve a los muertos a la vida y convierte a los humanos vivos en zombis. Tras probar sin éxito la fórmula en el subordinado jorobado Ernest, este decide probarla consigo mismo, convirtiéndose en zombi. El otro subordinado (sin nombre) decide utilizar la fórmula para conquistar el mundo utilizando la antigua invención de Brainhov.

## Jugabilidad
Zombie Tycoon se juega como un juego de estrategia en tiempo real. La jugabilidad toma lugar en distintas ciudades, cada nivel encargando objetivos diferentes. Los edificios son destructibles, pero los enemigos podrán atacar desde un edificio lanzando cosas como cocteles molotov. Los enemigos especiales como los cazadores de recompensas podrán organizar una fuerza de resistencia, y deberán ser eliminados rápidamente.
El jugador controla a tres escuadrones de zombis utilizando una cámara voladora para desplegar cerebros, los cuales son perseguidos por zombis. Los escuadrones de zombis podrán ser equipados con ítems varios para mejorar sus capacidades ofensivas, defensivas y de movimiento. Los hospitales podrán ser destruidos por los zombis para incrementar sus números, permitiendo hasta 8 zombis por cada escuadrón. El juego acabará cuando todos los escuadrones zombi sean eliminados.

## Recepción
Zombie Tycoon recibió reseñas mixtas de parte de los críticos. En Metacritic, el juego retiene un puntaje de 68/100 basado en 5 reseñas.
IGN le dio al juego un 5.2/10, citando «la IA frustrante, una cámara imprecisa, y una mala IA». Por otra parte, Pocket Gamer UK le dio un 8/10, creyendo que fue «divertido, gracioso y muy original».